# The Golden Morning Breaks
The Golden Morning Breaks est le deuxième album de Colleen, sorti en 2005.

## Liste des titres
1. Summer Water - 3:39
2. Floating in the Clearest Night - 2:36
3. The Heart Harmonicon - 3:53
4. Sweet Rolling - 4:04
5. The Happy Sea - 3:00
6. I'll Read You a Story - 6:51
7. Bubbles Which on the Water Swim - 3:11
8. Mining in the Rain - 3:11
9. The Golden Morning Breaks - 5:22
10. Everything Lay Still - 13:18

## Vidéo
Une vidéo reprenant les musiques de l'album et intitulée The Happy Sea, a été réalisée par Carolina Melis.